# 傑斐遜鎮區 (堪薩斯州吉里縣)
傑斐遜鎮區（英語：Jefferson Township）為美國堪薩斯州吉里縣轄下的鎮區。2010年美国人口普查中此鎮區人口有2,041人。

## 地理
傑斐遜鎮區涵蓋總面積為124.5平方（48.08平方英里），其中陸地面積為122.3平方（47.23平方英里），水域面積為2.2平方（0.85平方英里）或1.77%。海拔高度393（1,289英尺）。

## 人口統計
根據2010年美國人口普查，傑斐遜鎮區人口有2,041人，其中男性有1,044人，女性有997人，人口密度為每平方公里16.40人，住房計1,003戶。鎮區內的白人有1,556人，非裔美國人有190人，美洲原住民有25人，亞裔美國人有32人，太平洋島裔美國人有14人，其他種族有66人，混血種族則有158人。此外鎮區內有231人為西班牙裔或拉丁裔美國人。此鎮區之年齡中位數為27.4歲，而男性年齡中位數為27.8歲，女性年齡中位數為27.0歲。

## 交通

### 主要公路
- 70號州際公路
- 40號美國國道
- 18號堪薩斯州州道
- 57號堪薩斯州州道